# NGC 4231
NGC 4231 é uma galáxia espiral (S0-a) localizada na direcção da constelação de Canes Venatici. Possui uma declinação de +47° 27' 29" e uma ascensão recta de 12 horas, 16 minutos e 48,9 segundos.
A galáxia NGC 4231 foi descoberta em 9 de Março de 1788 por William Herschel.